# Puig Tomir
El Puig Tomir o, senzillament, Tomir, és una muntanya de Mallorca que té una altura de 1.103 m. Pertany al municipi d'Escorca.

## Descripció
Geològicament, forma part de la unitat tectònica del Teix-Tomir, caracteritzada per estructures amb encavalcaments que afecten materials del Triàsic i el Juràssic, com dolomies, calcàries i bretxes. El seu relleu escarpat i les seves formacions càrstiques, incloent-hi lapiaz i dolines, contribueixen a un paisatge singular i agrest.
A mesura que s'ascendeix, es percep una transició en la vegetació que s'adapta a les condicions canviants d'altitud. A les zones baixes, abunden els ullastres (Olea europaea var. sylvestris) i els pins, mentre que a les altures intermèdies predominen els alzinars. Les zones més altes, sotmeses a temperatures més baixes i vents forts, estan ocupades per plantes compactes de muntanya i espècies endèmiques com la brutònica (Teucrium asiaticum) i el safrà salvatge (Crocus cambessedesii).
La fauna del Puig Tomir inclou espècies d'aus destacables que troben refugi en aquesta zona. Entre elles destaca el voltor negre (Aegypius monachus), el rapinyaire més gran d'Europa, amb una envergadura de fins a 2,5 metres. També és possible observar el falcó pelegrí (Falco peregrinus), així com el xoriguer comú (Falco tinnunculus).
Prop de la cima, es conserven vestigis de les antigues cases de neu, estructures utilitzades en el passat per emmagatzemar i conservar la neu recollida durant l'hivern. Aquestes construccions aprofitaven cavitats naturals reforçades amb parets de pedra seca, on la neu era compactada i protegida amb materials com el càrritx per mantenir-la intacta fins que era transportada amb animals de càrrega. Aquesta neu s'emprava principalment per a usos sanitaris i per conservar aliments durant l'estiu.

## Principals accessos
- Des de Lluc, per Binifaldó i pel pas des Pedregaret.
- Des de Lluc, pel Pas del Diable.
- Des de Pollença, pel camí des Ninot i Coll de Fartàritx.
- Des de Lluc, pel Pas de Sa Paret.